# 新北市學生影像新星獎
新北市學生影像新星獎，由新北市政府文化局所主辦，為臺灣大專院校及高中職學生的電影獎項之一。

## 歷史沿革
2016年首屆活動代言人為蔡明亮。獎項分為「不分類超級新星獎」、「劇情片類」、「非劇情片類」、「60秒人氣獎」3類評審，涵蓋劇情片、紀錄片、動畫片、實驗片、廣告、MV、新媒體影像。收到38所大專院校的265件參賽作品，評審團召集人為楊志弘。16件得獎作品於同年10月1日至7日在府中15新北市紀錄片放映院公開放映。
2017年第二屆活動代言人為馬志翔。增設「評審團特別獎－新北精神獎」。並將「非劇情片類」範圍改為紀錄片、動畫片、實驗片。評審為楊志弘、沈可尚、鴻鴻、史祖徳及黃嘉俊，總共收到390件參賽作品。
2018年第三屆評審團總召集人為黃玉珊，評審有林孝謙、黃士銘、齊怡、史祖德，臺藝大教授石昌杰及謝嘉錕、北藝大教授趙瞬文、世新教授葉基固，以及空拍木子老師和福斯傳媒總監楊政憲。並從原先的「劇情片類」、「非劇情片類」兩大分類改為五大分類，分別是最佳劇情片、最佳紀錄片、最佳動畫片、最佳實驗片及最佳空拍片，並從五類當中額外劃分優選獎、入圍獎、網路人氣獎。收到432件作品參賽，選出23組得獎作品。
2019年第四屆取消空拍片獎項，保留劇情片、紀錄片、動畫片及實驗片四類獎項，額外劃分「評審團特別推薦獎－兒童青少年獎」、「觀眾票選獎」。該屆收到494件作品參賽，最終選出25組得獎作品。
2023年第八屆取消「觀眾票選獎」。
2024年第九屆活動影展大使為游智傑。

## 獎項
- 不分類超級新星獎
- 最佳劇情片
- 最佳紀錄片
- 最佳動畫片
- 最佳實驗片
- 新北精神獎
- 種子新星獎
- 優選獎
- 入圍獎

### 獎項（已取消）
- 最佳空拍片
- 網路人氣獎
- 觀眾票選獎
- 兒童青少年獎

## 歷屆評審名單
評審作業分為初選、決選二階段進行。若該年評審團並未明確提出主席人選，則由該年新北市政府文化局局長代表。
| 屆數 | 頒獎日期 | 評審團主席 | 評審團                                                                                                   |
| ---- | -------- | ---------- | --- |
| 1    | 2016年   | 楊志弘     | |
| 2    | 2017年   | 沈可尚     | 楊志弘、鴻鴻、史祖徳、黃嘉俊                                                                             |
| 3    | 2018年   | 黃玉珊     | 林孝謙、黃士銘、齊怡、史祖德、石昌杰、謝嘉錕、趙瞬文、葉基固、楊政憲、木子                               |
| 4    | 2019年   | 蔡佳芬     | 安邦、黃嘉俊、史祖德、黃淑梅、謝嘉錕、石昌杰、葉基固、馮偉中、孫松榮、楊志弘、蔡嘉駿                     |
| 5    | 2020年   | 龔雅雯     | 廖本榕、高重黎、謝文明、李立劭、王傳宗、湯宗翰、史明輝、、滕兆鏘、謝嘉錕、曹源峰、李香秀、李明宇、李達義 |
| 6    | 2021年   | 龔雅雯     | 廖本榕、雷震卿、曹源峰、李香秀、李宜珊                                                                   |
| 7    | 2022年   | 龔雅雯     | |
| 8    | 2023年   | 張䕒育     | 林亞佑、鄭秉泓、廖明毅、傅凱羚、馬曼容、柯妧青、林佑恩、李明宇、陳君典、安邦、張淑滿、林巧芳、王世偉     |
| 9    | 2024年   | 待定       | 待定 |

## 外部連結
- 新北市學生影像新星獎的Facebook專頁